# Campo de Ojhri
Campo de Ojhri (em urdu:  اوجھڑی کیمپ) foi um centro de armazenamento militar localizado no distrito militar de Raualpindi, em Raualpindi, província de Punjab, no Paquistão, e o local do desastre do Campo de Ojhri em 1988.
Em 10 de abril de 1988, o campo usado como depósito de munição para os mujahidin afegãos que lutavam contra as forças soviéticas no Afeganistão explodiu, matando muitos em Raualpindi e Islamabade como resultado de foguetes e outras munições expelidas pela explosão. Na época, o New York Times registrou mais de 93 mortos e outros 1.100 feridos; muitos acreditam que o pedágio foi muito maior.
Autoridades do Departamento de Defesa dos EUA disseram acreditar que a explosão no campo de Ojhri foi obra da União Soviética e do regime pró-soviético em Cabul, pois se assemelhava ao padrão de ataques anteriores realizados pela União Soviética e ao regime pró-soviético em Cabul. contra civis e instalações militares no Paquistão. No entanto, houve também algumas especulações de que o campo foi deliberadamente explodido para encobrir o roubo de armas dos estoques.
Khaqan Abbasi, pai do futuro primeiro-ministro do Paquistão, Shahid Khaqan Abbasi morreu no desastre quando seu carro foi atingido por um míssil, enquanto seu filho Zahid Khaqan Abbasi foi atingido na cabeça, após o qual entrou em coma e morreu em 2005, tendo permaneceu acamado por 17 anos.